# Беляева, Саша
Са́ша Беля́ева (Александра Беляева, род. 28 ноября 1998, Сосенский, Калужская область) — российская певица, автор песен и общественная деятельница. В 2019 году выпустила независимый дебютный мини-альбом Greatest Illusion (в переводе с англ. — «Величайшая иллюзия»). Журнал Vice отметил релиз, охарактеризовав его как «ультрапрогрессивный», а L’Officiel назвал Беляеву «самым ожидаемым музыкальным исполнителем года». Саша известна своими секретными выступлениями, которых к настоящему времени было два: в Церкви Света в Осаке и в секретной комнате Рокси-Сьют, расположенной в театрально-концертном зале Радио-Сити в Нью-Йорке. Попасть на оба представления можно было исключительно по личному приглашению.
Беляева начала карьеру как модель, заключив контракт с французским домом моды Шанель. На данный момент она является единственным российским музыкантом, подписавшим контракт с крупной звукозаписывающей студией в США. Её произведения характеризуют как «атмосферную инновационную поп-музыку».

## Биография
Саша Беляева родилась 28 ноября 1998 года в небольшом шахтёрском городке Сосенский Калужской области. Она приходится внучкой священномученику Николаю Подлесскому (Кондаурову). В 14 лет Беляева начала карьеру в индустрии моды, не прекратив при этом учёбу. Её дебют состоялся на показе коллекции дома моды Карла Лагерфельда Chanel в Париже, с которым она впоследствии подписала контракт. Вскоре Беляева взяла одногодичный перерыв в работе, чтобы сконцентрироваться на музыкальной карьере.

## Признание и успех

### Музыкальная карьера
Беляева решила покинуть Elite Model Management, и вместе со своим давним агентом основала креативное агентство Lead+Develop.. Вскоре она взяла перерыв, чтобы сконцентрироваться на творчестве и музыкальной карьере. На данный момент Саша является единственным российским музыкальным исполнителем, подписавшим контракт с крупной звукозаписывающей студией в США.
Её последний мини-альбом записан совместно с Томом Креллом, известным под сценическим псевдонимом How To Dress Well. Её дебютный музыкальный клип, режиссером которого выступил Джесси МакГован, сочетает стилистику художественного фильма «Из машины» и знаменитое голографическое изображение супермодели Кейт Мосс на показе Александра Маккуин. В 2020 году стало известно, что Беляева сотрудничает с Лиамом Хау над её следующим музыкальным релизом.

### Закрытые выступления
В мае 2019 года Саша провела первое экспериментальное выступление в Церкви Света в Осаке (Япония), куда было приглашено небольшое количество зрителей, преимущественно состоящих из поклонников и журналистов. В июне 2019 года в Нью-Йорке состоялось второе представление, местом проведения которого стали секретные апартаменты концертного зала Радио-сити-мьюзик-холл, известные как Рокси Сьют, владельцем которых ранее был импресарио концертного зала Сэмюель Рокси Ротафель. Саша погрузила зрителей в атмосферу выступления, рассадив их в тёмной комнате, заполненной живыми бабочками, подсвечиваемыми лампами ультрафиолетового света.

### Мини-альбом Greatest Illusion
В 2019 году Беляева в сотрудничестве с Томом Креллом начала работу над своим дебютным мини-альбом под названием Greatest Illusion («Величайшая иллюзия»). Проект был записан и выпущен без помощи музыкального лейбла, дабы не допустить постороннего вмешательства в творческий процесс. В музыкальном стиле Беляевой заметно прослеживается влияние таких популярных исполнителей 1990-х годов как Бьорк, Элизабет Фрейзер, Шинейд О’Коннор и Мадонна.

### Общественная деятельность
В августе 2019 года, после появления сообщений о том, что Кендалл Дженнер оскорбила остальных моделей в интервью журналу LOVE, Беляева и её знакомые хактивисты разработали план действий по недопущению Кендалл к участию в Неделе моды в Нью-Йорке. Беляева и её единомышленники создали страницу Models In Control в приложении Instagram для оказания давления на влиятельных представителей модной индустрии. Их целью являлось привлечение наибольшего общественного внимания к проблеме при помощи цифровых диалогов и анализа данных, чтобы вынудить лидеров модной индустрии сделать выбор между Дженнер и моделями. Саша и ее сторонники также использовали традиционные СМИ, осветив акцию в газете New York Post. Они добились успеха — пользователи оставили около 30 000 комментариев под публикацией на странице с просьбой бойкотировать Дженнер, и 700 моделей подписали петицию об отказе от участия в мероприятии.

### Бизнес
Беляева создала медиа-платформу Fourth Turning (в переводе с англ. — «Четвёртое превращение»), взяв последнюю фазу теории поколений Штрауса-Хау в качестве названия проекта. Подписавшись на новостную рассылку, пользователи веб-сайта получают доступ к аналитическим данным о деятельности СМИ, интервью, последним политическим событиям и новостям в сфере искусства.